# Eddie Albert
Eddie Albert, pseudonimo di Edward Albert Heimberger (Rock Island, 22 aprile 1906 – Los Angeles, 26 maggio 2005), è stato un attore, showman e cantante statunitense. 
Fu candidato all'Oscar al miglior attore non protagonista nel 1954 per la sua interpretazione in Vacanze romane e nel 1973 per Il rompicuori.
Fra gli altri ruoli cinematografici più famosi, quello di Bing Edwards in Brother Rat (1938) e nel sequel Brother Rat and a Baby (1940), del commesso viaggiatore giramondo Ali Hakim nel musical Oklahoma! (1955) e del corrotto capo della prigione in Quella sporca ultima meta (1974). Interpretò il ruolo di Oliver Wendell Douglas nella sit-com anni sessanta La fattoria dei giorni felici, e di Frank MacBride nella serie poliziesca anni settanta Switch. Ebbe anche un ruolo ricorrente, quello di Carlton Travis in Falcon Crest, accanto a Jane Wyman.

## Biografia

### Primi anni
Edward Albert Heimberger nacque a Rock Island, Illinois, il 22 aprile 1906, il maggiore dei cinque figli di Frank Daniel Heimberger, un agente immobiliare, e sua moglie Julia Jones. Si pensa che il suo anno di nascita sia il 1908, ma i suoi genitori non erano sposati quando Albert nacque, pertanto sua madre cambiò il suo certificato di nascita dopo il suo matrimonio.
Quando aveva solo un anno, la sua famiglia si trasferì a Minneapolis, Minnesota. Il giovane Edward ottenne il suo primo lavoro come un ragazzo dei giornali quando aveva solo sei anni. Durante la prima guerra mondiale, per il suo cognome tedesco fu deriso dai compagni di classe, che lo soprannominarono The Enemy, Il Nemico. Studiò alla Central High School a Minneapolis ed entrò nel club di teatro. La sua compagna di scuola Harriette Lake (in seguito nota come l'attrice Ann Sothern) si laureò nella stessa classe. Finendo il liceo nel 1926, si iscrisse all'Università del Minnesota, dove si specializzò nel lavoro.

### Inizi della carriera
Dopo la laurea intraprese la carriera nel mondo dello spettacolo, tuttavia il crollo della borsa di Wall Street del 1929 lo lasciò senza impiego. In seguito si ingegnò in vari lavori: trapezista, commesso viaggiatore di assicurazioni e cantante di nightclub. Albert smise di usare il suo cognome, dato che invariabilmente veniva pronunciato "Hamburger", e si trasferì a New York nel 1933, dove co-condusse il programma radiofonico The Honeymooners - Grace and Eddie Show, che durò per tre anni. Alla fine della trasmissione, gli fu offerto un contratto cinematografico dalla Warner Bros.
Negli anni trenta Albert lavorò in produzioni teatrali a Broadway, fra cui Brother Rat, che cominciò nel 1936. Ebbe ruoli da protagonista in Servizio in camera e The Boys from Syracuse. Nel 1936 divenne anche uno dei primi attori televisivi, interpretando dal vivo una delle prime trasmissioni della RCA in collaborazione con la NBC, una promozione per entrambe le stazioni radio di New York.

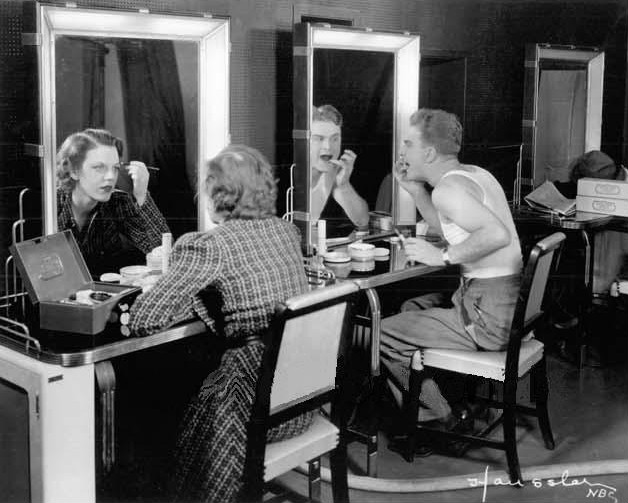
Albert e Grace Bradt si truccano per la loro prima apparizione in TV, nel novembre del 1936

Recitando regolarmente nei primi anni della televisione, Albert scrisse e interpretò la prima opera per il piccolo schermo, The Love Nest. Eseguita dal vivo (non registrata su pellicola), questa produzione fu trasmessa per la prima volta il 6 novembre 1936 nello Studio 3H nel 30 Rockefeller Plaza, nel Rockefeller Center (in seguito chiamato l'edificio RCA) a New York, tramite la stazione televisiva sperimentale della NBC W2XBS (l'odierna WNBC). Condotta da Betty Goodwin, The Love Nest era interpretata da Albert, Hildegarde, The Ink Spots, Ed Wynn e l'attrice Grace Brandt. All'epoca le produzioni televisive erano adattamenti di opere teatrali.
Nel 1938 fece il suo esordio cinematografico nella versione hollywoodiana di Brother Rat con Ronald Reagan e Jane Wyman, riprendendo il suo ruolo di Broadway del cadetto "Bing" Edwards. L'anno successivo interpretò On Your Toes, adattato per lo schermo dal successo di Broadway di Richard Rodgers e Lorenz Hart.

### Carriera militare
Prima della seconda guerra mondiale, e dopo la sua carriera d'attore, Albert fece dei tour in Messico facendo il clown e il funambolo con l'Escalante Brothers Circus, ma lavorò segretamente per il servizio segreto della U.S. Army, fotografando U-Boot tedeschi nei porti messicani. Il 9 settembre 1942 si arruolò nella United States Navy e fu congedato nel 1943 per accettare la carica di tenente nella U.S. Naval Reserve. Fu premiato con la Bronze Star Medal con il grado di Combattimento "V" per le sue azioni durante la Battaglia di Tarawa nel novembre del 1943, quando, mentre era pilota di una nave da sbarco della U.S. Coast Guard, salvò 47 marines che erano rimasti bloccati in mare aperto (e collaborò al salvataggio di altri 30), pur essendo sotto il pesante fuoco nemico dei cannoni.

### Carriera da attore caratterista
Nel 1945 sposò l'attrice messicana Margo.
Dal 1948 in poi, Albert fu una guest-star in quasi novanta serie TV. Fece il suo debutto in un episodio di The Ford Television Theatre, cui seguirono altri ruoli in Chevrolet Tele-Theatre, Suspense, Lights Out, Schlitz Playhouse of Stars, Studio One, The Philco Television Playhouse, Your Show of Shows, Front Row Center, The Alcoa Hour, e nelle serie drammatiche Undicesima ora, Il reporter, e General Electric Theater.
Nel 1959 Albert interpretò l'uomo d'affari Dan Simpson nell'episodio "The Unwilling" della serie western della NBC Avventure lungo il fiume. Nell'episodio, Dan Simpson tenta di aprire un emporio negli Stati Uniti d'America occidentali nonostante un'incursione di pirati sul Fiume Mississippi che gli rubano 20 000 dollari di merce. Debra Paget in quest'episodio interpreta Lela Russell; Russell Johnson è Darius, e John Pickard, non accreditato, è un pirata del fiume.

### A teatro
Gli anni cinquanta videro anche un ritorno a Broadway per Albert, con ruoli in Miss Liberty (1948-1949) e Quando la moglie è in vacanza (1952-1955). Nel 1960 sostituì Robert Preston nel ruolo da protagonista del professor Harold Hill, nella produzione di Broadway The Music Man. Albert lavorò anche in teatri regionali. Creò il ruolo di Reuben, Reuben di Marc Blitzstein nel 1955 a Boston. Fu protagonista  al teatro The Muny di St. Louis, riprendendo il ruolo di Harold Hill in The Music Man nel 1966 e interpretando Alfred P. Doolittle in My Fair Lady nel 1968.

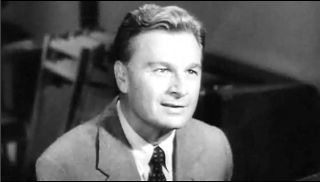
Eddie Albert in Piangerò domani (1955)

### Carriera cinematografica negli anni '50 e '60
Nel 1950 il suo nome e quello della moglie vennero inseriti nella Lista nera di Hollywood (la lista dei simpatizzanti del comunismo), ma la sua carriera fu salvata dal servizio militare svolto durante la Seconda Guerra Mondiale.
Negli anni '50 Albert apparve in ruoli cinematografici come quello del fidanzato di Lucille Ball in Accidenti che ragazza!, Bill Gorton in Il sole sorgerà ancora e un commesso viaggiatore in Gli occhi che non sorrisero (1952). Fu candidato al suo primo Oscar al miglior attore non protagonista con Vacanze romane (1953). In Oklahoma! interpretò un venditore ambulante donnaiolo, e in Come ingannare mio marito interpretò un avvocato che aiuta il suo socio (Dean Martin) dipendente dal gioco d'azzardo.
In La casa da tè alla luna d'agosto interpretò uno psichiatra con la passione per l'agricoltura. Apparve in diversi ruoli di militari, fra questi ne Il giorno più lungo, sull'invasione in Normandia. Nel film Prima linea ebbe il ruolo di un capitano dell'Esercito psicopatico e codardo, il cui comportamento minaccia la sicurezza della sua compagnia. Ruolo simile fu quello di un colonnello psicopatico della United States Army Air Force in Capitan Newman, a fianco di Gregory Peck.

### Leave It to Larry
La prima serie TV di Albert fu Leave It to Larry, una sitcom della CBS che andò in onda per la prima volta nella stagione 1952-53, con Albert nel ruolo di Larry Tucker, un commesso di un negozio di scarpe che vive con la sua famiglia nella casa del suo padre e datore di lavoro, interpretato da Ed Begley. Fu la guest star di diverse serie, fra cui The Pat Boone Chevy Showroom della ABC e Westinghouse Studio One, interpretando Winston Smith nel primo adattamento televisivo di 1984, di William Templeton.

### The Eddie Albert Show
Albert ebbe un suo programma di varietà diurno, The Eddie Albert Show, sulla rete televisiva CBS nel 1953. La cantante Ellen Hanley era un'interprete regolare dello show. Una recensione nel magazine Broadcasting critica il programma, dicendo, "Mr. Albert con l'aiuto di Miss Hanley, conduce un'intervista, parla un po', canta un po' e sembra molto maldestro".

### Saturday Night Revue
Dal 12 giugno 1954 Albert fu il conduttore di Saturday Night Revue, che rimpiazzò Your Show of Shows sulla NBC. Il programma delle 9-10:30 p.m. (Ora Orientale) era interpretato anche da Ben Blue e Alan Young e la Sauter-Finegan Orchestra.
Nel 1964 Albert fu la guest-star di Cry of Silence, un episodio della serie TV di fantascienza The Outer Limits. Albert interpretò Andy Thorne che, insieme a sua moglie Karen (June Havoc), decide di lasciare la città e comprare una fattoria (un ruolo ricorrente nella carriera di Albert). Sperduti in una valle deserta, si trovano sotto attacco da una serie di piante che si spezzano a rotoli, rane, e rocce. Sempre nel 1964, fu la guest-star nel ruolo di un agente di governo nell'episodio pilota di Viaggio in fondo al mare, dal titolo Eleven Days to Zero.
Albert interpretò Charlie O'Rourke nell'episodio del 1964 della serie drammatica della NBC Mr. Novak, Visions of Sugar Plums, insieme a James Franciscus e Bobby Diamond, già interprete della serie Tv Furia.

### La fattoria dei giorni felici
Nel 1965 Albert fu contattato dal produttore Paul Henning per interpretare una nuova sitcom della CBS dal titolo La fattoria dei giorni felici. Il suo personaggio, Oliver Wendell Douglas, è un avvocato che lascia la città per amore di una vita semplice da agricoltore. Al suo fianco recitò Eva Gabor, nel ruolo della moglie cittadina e viziata. Lo show fu un successo immediato, guadagnando il quinto posto nell'indice d'ascolto durante la sua prima stagione.

### Colombo
Nel 1971 Albert apparve in un episodio della prima stagione di Colombo, intitolato La pistola di madreperla dove interpretò il ruolo di un decorato ex generale maggiore dell'US Marine Corps, divenuto in seguito un ricco industriale, che assassina il suo complice, un colonnello dell'esercito degli Stati Uniti, per coprire un contratto illegale.

### Switch
Dopo un'assenza di quattro anni dal piccolo schermo, Albert firmò un nuovo contratto per la Universal Television, e interpretò la celebre serie TV poliziesca anni settanta Switch per la CBS, nel ruolo di un ufficiale di polizia in pensione, Frank McBride, che lavora da detective privato con un ex criminale che aveva fatto finire in galera. Nella sua prima stagione, Switch ottenne un grande successo. Sul finire del 1976, lo show divenne una serie poliziesca più tradizionale. Alla fine della sua terza stagione nel 1978, l'audience iniziò a diminuire, e la serie fu cancellata dopo 70 episodi.

### Speciali per la televisione
Eddie Albert appare in un numero di speciali televisivi. Il primo fu il documentario della NBC fatto-per-la-televisione del 1956 Our Mr. Sun, uno special a colori prodotto dalla Bell Telephone. Diretto da Frank Capra, mescola realtà e animazione. Albert appare con il Dr. Frank Baxter, che appare in molti altri speciali di scienza della Bell Telephone.
Nel 1965 Albert fu il conduttore/narratore per la trasmissione di una versione a film de Lo schiaccianoci, una coproduzione anglo tedesca. Le sequenze da conduttore e la narrazione furono filmate specialmente per le trasmissioni in lingua inglese di questo breve film (era lungo solo un'ora, e tagliata dal balleto di Tchaikovshki). 
Nel 1968 doppiò Myles Standish nello speciale televisivo animato The Mouse on the Mayflower.

### Gli ultimi anni
Nel 1972 Albert riprese la sua carriera cinematografica e fu candidato all'Oscar al miglior attore non protagonista per la sua interpretazione di un padre iper-protettivo in Il rompicuori; diede inoltre un'indimenticabile interpretazione in Quella sporca ultima meta (1974) nel ruolo del malvagio direttore della prigione.
Sempre nel 1974 vestì i panni del capitano di polizia Kosterman, accanto a John Wayne, nel film È una sporca faccenda, tenente Parker!, per la regia di John Sturges.
In una vena più leggera Albert interpretò Jason O'Day, il brontolone dal cuore d'oro nel film di successo della Disney Incredibile viaggio verso l'ignoto (1975).
Albert apparve in vari film degli anni '80 come How to Beat the High Co$t of Living (1980), Yesterday (1981), Take This Job and Shove It (1981), Rooster (un film televisivo), Yes, Giorgio (1982) e interpretò il presidente degli Stati Uniti in Dreamscape - Fuga nell'incubo (1984). Il suo ultimo ruolo in un film fu un cameo in Il grande regista (1989). Apparve anche  in molte miniserie televisive tra cui Evening in Byzantium (1978), The Word (1978), Pietro e Paolo (1981), Il golia attende (1981) e Ricordi di guerra (1988).
Nella metà degli anni '80 Albert ritrovò la sua vecchia amica e co-interprete dei film Brother Rat e An Angel from Texas Jane Wyman, nel ricorrente ruolo del cattivo Carlton Travis, nella celebre soap opera anni Falcon Crest. Fu anche la guest-star in un episodio della serie Autostop per il cielo, e ne La signora in giallo; nel 1990 ritrovò Eva Gabor in Amore riportami in campagna (un film televisivo con il cast de La fattoria dei giorni felici). Nel 1993 fu la guest-star in molti episodi della soap opera della ABC General Hospital nel ruolo di Jack Boland, e fece un'altra apparizione da guest-star nello spin-off di Cuori senza età, Cuori al Golden Palace sempre nello stesso anno.

## Discografia

### Album
- 1956: Eddie Albert And Margo (Kapp, KL 1017; con la moglie Margo)
- 1958: The Nina The Pinta And The Santa Maria (Dot, DLP 9009; con Joanne Gilbert)
- 1958: High Upon A Mountain (Dot, DLP 25109)
- 1967: The Eddie Albert Album (Columbia, CS 9399)
- 1975: Escape To Witch Mountain (Disneyland, 3809; con Johnny Mandel)
- 1975: Eddie Albert Sings and Narrates Americana (Wonderland Records, WLP 5000)

### Partecipazioni
- 1949: Miss Liberty (Original Broadway Cast) (Columbia, ML 4220)
- 1996: A Connecticut Yankee - 1955 Television Cast (AEI Records, AEI-CD 043; con Janet Blair e Boris Karloff)

### Singoli
- 1955: One God For/This I'm Thankful (Kapp, K-102)
- 1955: I'm In Favor Of Friendship/Come Pretty Little Girl (Kapp, K-108)
- 1956: Little Child/Jenny Kissed Me (Kapp, K-134X; lato A con Sondra Lee)

## Filmografia

### Cinema
- Brother Rat, regia di William Keighley (1938)
- Four Wives, regia di Michael Curtiz (1939)
- My Love Came Back, regia di Curtis Bernhardt (1940)
- An Angel from Texas, regia di Ray Enright (1940)
- Brother Rat and a Baby, regia di Ray Enright (1940)
- Fuori dalla nebbia (Out of the Fog), regia di Anatole Litvak (1941)
- Four Mothers, regia di William Keighley (1941)
- Il circo insanguinato (The Wagons Roll at Night), regia di Ray Enright (1941)
- 19º stormo bombardieri (Bombardier), regia di Richard Wallace (1943)
- Tutta la città ne sparla (Rendezvous with Annie), regia di Allan Dwan (1946)
- Prigionieri del destino (Time Out of Mind), regia di Robert Siodmak (1947)
- Una donna distrusse (Smash-Up, the Story of a Woman), regia di Stuart Heisler (1947)
- Un matrimonio ideale (The Perfect Marriage), regia di Lewis Allen (1947)
- Devi essere felice (You Gotta Stay Happy), regia di Henry C. Potter (1948)
- Daniele fra i pellirosse (The Dude Goes West), regia di Kurt Neumann (1948)
- Ogni ragazza vuol marito (Every Girl Should Be Married), regia di Don Hartman (1948)
- Accidenti che ragazza! (The Fuller Brush Girl), regia di Lloyd Bacon (1950)
- Aspettami stasera (Meet Me After the Show), regia di Richard Sale (1951)
- Il comandante Johnny (You're in the Navy Now), regia di Henry Hathaway (1951)
- Actor's and Sin, regia di Ben Hecht e Lee Garmes (1952)
- Gli occhi che non sorrisero (Carrie), regia di William Wyler (1952)
- Vacanze romane (Roman Holiday), regia di William Wyler (1953)
- La ragazza di Las Vegas (The Girl Rush), regia di Robert Pirosh (1955)
- Oklahoma!, regia di Fred Zinnemann (1955)
- Piangerò domani (I'll Cry Tomorrow), regia di Daniel Mann (1955)
- La casa da tè alla luna d'agosto (The Teahouse of the August Moon), regia di Daniel Mann (1956)
- Prima linea (Attack!), regia di Robert Aldrich (1956)
- Il sole sorgerà ancora (The Sun also Rises), regia di Henry King (1957)
- Il jolly è impazzito (The Joker is Wild), regia di Charles Vidor (1957)
- Ordine di uccidere (Orders to Kill), regia di Anthony Asquith (1958)
- Agguato nei Caraibi (The Gun Runners), regia di Don Siegel (1958)
- Le radici del cielo (The Roots of Heaven), regia di John Huston (1958)
- Adorabile infedele (Beloved Infidel), regia di Henry King (1959)
- Giorni senza fine (The Young Doctors), regia di Phil Karlson (1961)
- Inferno a Madison Avenue (Madison Avenue), regia di H. Bruce Humberstone (1962)
- Il giorno più lungo (The Longest Day), regia di Ken Annakin e Andrew Marton (1962)
- Come ingannare mio marito (Who's Got the Action?), regia di Daniel Mann (1962)
- L'ultimo treno da Vienna (Miracle of the White Stallions), regia di Arthur Hiller (1963)
- Capitan Newman (Captain Newman, M.D.), regia di David Miller (1963)
- Missione in Manciuria (7 Women), regia di John Ford (1966)
- Il rompicuori (The Heartbreak Kid), regia di Elaine May (1972)
- Quella sporca ultima meta (The Longest Yard), regia di Robert Aldrich (1974)
- È una sporca faccenda, tenente Parker! (McQ), regia di John Sturges (1974)
- Una medaglia per il più corrotto (The Take), regia di Robert Hartford-Davis (1974)
- Un gioco estremamente pericoloso (Hustle), regia di Robert Aldrich (1975)
- W.H.I.F.F.S. - La guerra esilarante del soldato Frapper (Whiffs), regia di Ted Post (1975)
- Il maligno (The Devil's Rain), regia di Robert Fuest (1975)
- Incredibile viaggio verso l'ignoto (Escape to Witch Mountain), regia di John Hough (1975)
- La polizia li vuole morti (Moving Violation), regia di Charles S. Dubin (1976)
- Airport '80 (The Concorde-Airport '79), regia di David Lowell Rich (1979)
- Ladre e contente (How to Beat the High Cost of Living), regia di Robert Scheerer (1980)
- Border Crossing (The Border), regia di Christopher Leitch (1980)
- Yes, Giorgio, regia di Franklin J. Schaffner (1982)
- Scuola di medicina (Stitches), regia di Alan Smithee (1985)
- Dreamscape - Fuga nell'incubo (Dreamscape), regia di Joseph Ruben (1986)
- Palle d'acciaio (Head Office), regia di Ken Finkleman (1986)
- Il grande regista (The Big Picture), regia di Christopher Guest (1989)
- Brenda Starr - L'avventura in prima pagina (Brenda Starr), regia di Robert Ellis Miller (1989)

### Televisione
- Lights Out – serie TV, episodio 4x13 (1951)
- The Philip Morris Playhouse – serie TV, episodio 1x01 (1953)
- TV Reader's Digest – serie TV, episodio 1x21 (1955)
- The Eddie Cantor Comedy Theater – serie TV, episodio 1x39 (1955)
- Climax! – serie TV, episodi 2x46-3x21-4x08 (1956-1957)
- The Alcoa Hour – serie TV, episodio 2x25 (1957)
- Goodyear Theatre – serie TV, episodio 2x02 (1958)
- Westinghouse Desilu Playhouse – serie TV, episodio 1x08 (1958)
- David Niven Show (The David Niven Show) – serie TV, episodio 1x04 (1959)
- Avventure lungo il fiume (Riverboat) – serie TV, episodio 1x05 (1959)
- General Electric Theater – serie TV, episodi 3x30-9x31 (1961)
- Il virginiano (The Virginian) – serie TV, episodio 1x08 (1962)
- Ben Casey – serie TV, episodio 1x30 (1962)
- The New Breed – serie TV, episodio 1x32 (1962)
- The Wide Country – serie TV, episodio 1x21 (1963)
- The Greatest Show on Earth – serie TV, episodio 1x06 (1963)
- The Lieutenant – serie TV, episodio 1x15 (1964)
- The Crisis (Kraft Suspense Theatre) – serie TV, 1 episodio (1964)
- Gli uomini della prateria (Rawhide) – serie TV, episodio 7x11 (1964)
- Il reporter (The Reporter) – serie TV, episodio 1x11 (1964)
- Mr. Novak – serie TV, episodio 2x03 (1964)
- Gli inafferrabili (The Rogues) – serie TV, episodio 1x19 (1965)
- La legge di Burke (Burke's Law) – serie TV, episodio 2x19 (1965)
- La fattoria dei giorni felici (Green Acres) – serie TV, 170 episodi (1965-1971)
- Colombo (Columbo) – serie TV, episodio 1x03 (1971)
- See the Man Run, regia di Corey Allen (1971)
- Fireball Forward, regia di Marvin J. Chomsky (1972)
- Switch – serie TV, 71 episodi (1975-1978)
- Promise Him Anything, regia di Edward Parone (1975)
- Evening in Byzantium, regia di Jerry London (1978)
- Trouble in High Timber Country, regia di Vincent Sherman (1980)
- The Oklahoma City Dolls, regia di E.W. Swackhamer (1981)
- Ostaggio per il demonio (The Demon Murder Case), regia di William Hale – film TV (1983)
- In Like Flynn, regia di Richard Lang (1985)
- La divisa strappata, regia di Glenn Jordan – miniserie TV (1986)
- Autostop per il cielo (Highway to Heaven) – serie TV, episodio 3x11 (1986)
- La signora in giallo (Murder, She Wrote) – serie TV, episodio 4x22 (1988)
- Ai confini della realtà (The Twilight Zone) – serie TV, episodio 3x05 (1988)
- The Ray Bradbury Theater – serie TV, 1 episodio (1990)
- The Girl from Mars, regia di Neill Fearnley (1991)
- General Hospital – serie TV, 3 episodi (1993)
- Spider-Man – serie TV, 3 episodi (1996-1997)

## Doppiatori italiani
Nelle versioni in italiano delle opere in cui ha recitato, Eddie Albert è stato doppiato da:
- Stefano Sibaldi in Aspettami stasera, Gli occhi che non sorrisero, Vacanze romane, La ragazza di Las Vegas, Oklahoma!, Piangerò domani, Adorabile infedele
- Gualtiero De Angelis in Un matrimonio ideale, Accidenti che ragazza!, Agguato nei Caraibi, Missione in Manciuria
- Carlo Romano in Devi essere felice, Il comandante Johnny, Come ingannare mio marito
- Nando Gazzolo in Il sole sorgerà ancora, Ordine di uccidere, Le radici del cielo
- Augusto Marcacci in Prima linea, Il jolly è impazzito
- Glauco Onorato in Il giorno più lungo, Il rompicuori
- Gil Baroni in Switch, Border Crossing
- Adolfo Geri in Il circo insanguinato
- Gianfranco Bellini in Una donna distrusse
- Giuseppe Rinaldi in La casa da tè alla luna d'agosto
- Giulio Panicali in L'ultimo treno da Vienna
- Sergio Graziani in Capitan Newman
- Emilio Cigoli in Quella sporca ultima meta
- Enzo Tarascio in È una sporca faccenda, tenente Parker!
- Arturo Dominici in Incredibile viaggio verso l'ignoto
- Silvio Spaccesi in Airport '80
- Manlio Guardabassi in La signora in giallo
- Francesco Vairano in Palle d'acciaio
- Roberto Chevalier in Ogni ragazza vuol marito (ridoppiaggio)[1]
- Bruno Alessandro in Incredibile viaggio verso l'ignoto (ridoppiaggio)

## Riconoscimenti
- Premio Oscar
  - 1954 – Candidatura Oscar al miglior attore non protagonista per Vacanze romane
  - 1973 – Candidatura al miglior attore non protagonista per Il rompicuori